# Смирна (Мен)
Смирна (англ. Smyrna) — місто (англ. town) в США, в окрузі Арустук штату Мен. Населення — 439 осіб (2020).

## Демографія
Згідно з переписом 2010 року, у місті мешкали 442 особи в 155 домогосподарствах у складі 108 родин. Було 188 помешкань
Расовий склад населення:
| - 98,2 % — білих - 1,1 % — корінних американців - 0,2 % — азіатів |

До двох чи більше рас належало 0,5 %. Частка іспаномовних становила 0,2 % від усіх жителів.
За віковим діапазоном населення розподілялося таким чином: 29,2 % — особи молодші 18 років, 60,4 % — особи у віці 18—64 років, 10,4 % — особи у віці 65 років та старші. Медіана віку мешканця становила 36,8 року. На 100 осіб жіночої статі у місті припадало 97,3 чоловіків;  на 100 жінок у віці від 18 років та старших — 93,2 чоловіків також старших 18 років.
Середній дохід на одне домашнє господарство  становив 58 642 долари США (медіана — 48 542), а середній дохід на одну сім'ю — 63 214 долари (медіана — 53 958). Медіана доходів становила 36 806 доларів для чоловіків та 60 329 доларів для жінок. За межею бідності перебувало 16,0 % осіб, у тому числі 21,2 % дітей у віці до 18 років та 3,8 % осіб у віці 65 років та старших.
Цивільне працевлаштоване населення становило 202 особи. Основні галузі зайнятості: виробництво — 31,7 %, освіта, охорона здоров'я та соціальна допомога — 16,3 %, будівництво — 13,9 %.